# Rybna (województwo śląskie)
Rybna – wieś w Polsce położona w województwie śląskim, w powiecie częstochowskim, w gminie Mykanów.
| SIMC    | Nazwa      | Rodzaj     |
| ------- | ---------- | ---------- |
| 0139005 | Nowa Rybna | przysiółek |

Wieś duchowna, własność klasztoru klarysek w Krakowie położona była w końcu XVI wieku w powiecie wieluńskim ziemi wieluńskiej województwa sieradzkiego.
W latach 1975–1998 miejscowość położona była w województwie częstochowskim.